# Sind Blitze, sind Donner
 (décembre 2024).
Si vous disposez d'ouvrages ou d'articles de référence ou si vous connaissez des sites web de qualité traitant du thème abordé ici, merci de compléter l'article en donnant les références utiles à sa vérifiabilité et en les liant à la section « Notes et références ».
 (décembre 2024).
La mise en forme du texte ne suit pas les recommandations de Wikipédia : il faut le « wikifier ».
Les points d'amélioration suivants sont les cas les plus fréquents :
- Les titres sont pré-formatés par le logiciel. Ils ne sont ni en capitales, ni en gras.
- Le texte ne doit pas être écrit en capitales (les noms de famille non plus), ni en gras, ni en italique, ni en « petit »…
- Le gras n'est utilisé que pour surligner le titre de l'article dans l'introduction, une seule fois.
- L'italique est rarement utilisé : mots en langue étrangère, titres d'œuvres, noms de bateaux, etc.
- Les citations ne sont pas en italique mais en corps de texte normal. Elles sont entourées par des guillemets français : « et ».
- Les listes à puces sont à éviter, des paragraphes rédigés étant largement préférés. Les tableaux sont à réserver à la présentation de données structurées (résultats, etc.).
- Les appels de note de bas de page (petits chiffres en exposant, introduits par l'outil «  Source ») sont à placer entre la fin de phrase et le point final[comme ça].
- Les liens internes (vers d'autres articles de Wikipédia) sont à choisir avec parcimonie. Créez des liens vers des articles approfondissant le sujet. Les termes génériques sans rapport avec le sujet sont à éviter, ainsi que les répétitions de liens vers un même terme.
- Les liens externes sont à placer uniquement dans une section « Liens externes », à la fin de l'article. Ces liens sont à choisir avec parcimonie suivant les règles définies. Si un lien sert de source à l'article, son insertion dans le texte est à faire par les notes de bas de page.
- La présentation des références doit suivre les conventions bibliographiques. Il est recommandé d'utiliser les modèles {{Ouvrage}}, {{Chapitre}}, {{Article}}, {{Lien web}} et/ou {{Bibliographie}}. Le mode d'édition visuel peut mettre en forme automatiquement les références.
- Insérer une infobox (cadre d'informations à droite) n'est pas obligatoire pour parachever la mise en page.

Pour une aide détaillée, merci de consulter Aide:Wikification.
Si vous pensez que ces points ont été résolus, vous pouvez retirer ce bandeau et améliorer la mise en forme d'un autre article.

Sind Blitze, sind Donner est une pièce d'orchestre composée en 2005 par Christophe Looten, commandée par Musique nouvelle en liberté pour l'Orchestre national de Lille.
Sind Blitze, sind Donner est écrit pour un grand orchestre se composant de deux flûtes, piccolo, trois hautbois, deux clarinettes si bémol, clarinette basse, deux bassons, contre basson, quatre cors, quatre trompettes, trois trombones, tuba, timbalier, trois percussionnistes, violons, altos, violoncelles et contrebasses. Son exécution dure approximativement 17 minutes.
Le titre de la pièce est tiré des premiers mots d’un chœur de la Passion selon saint Matthieu de Bach :
Les éclairs et le tonnerre ont-ils disparu dans les nuages ?
Ouvre ta gueule de feu, gouffre de l’enfer !
Et, dans une colère soudaine,
Écrase, désintègre, fracasse et engloutis
Ce traître menteur, ce criminel couvert de sang !
Ce passage survient à l’arrestation du Christ, après une citation du premier thème de Parsifal suivi par le choral qui achève la première partie de la Passion  :
Oh homme, pleure tes lourds péchés.
Quatrième pièce d'une série sur le thème de la mort - Addio (mort de l’art), Threni (mort de l’innocence), Stabat Mater (mort de Dieu)-  Sind Blitze, sind Donner parle de la fin du monde. La construction de la pièce est en rapport étroit avec deux textes : des extraits de l’Apocalypse et un antique chant profane : le Chant de la Sybille. Les premiers mots de ce chant (Audi tellus, « Écoute, terre ») ont d’ailleurs donné le rythme principal de l’œuvre et lui confèrent son caractère imprécatoire. Ce rythme essentiel se développe au cours de la pièce si bien que si on le dotait de mots, on obtiendrait cette variation : « Écoute, terre – Écoutez – Écoutez tous ! »